# Belgische Volleyballnationalmannschaft der Frauen
Die belgische Volleyballnationalmannschaft der Frauen ist eine Auswahl der besten belgischen Spielerinnen, die die Fédération Royale Belge de Volleyball bei internationalen Turnieren und Länderspielen repräsentiert.

## Geschichte

### Weltmeisterschaft
Bei der Volleyball-Weltmeisterschaft 1956 belegte Belgien den 13. Platz. 1978 reichte es nur noch zum 22. Rang. 2022 gelang mit Platz neun Belgiens beste Platzierung.

### Olympische Spiele
Belgien konnte sich noch nie für Olympische Spiele qualifizieren.

### Europameisterschaft
Der erste Auftritt bei einer Volleyball-Europameisterschaft endete 1967 auf Platz 14. Bei den Turnieren 1975 und 1979 wurden die Belgierinnen jeweils Zwölfter. Das gleiche Ergebnis gab es 1987 im eigenen Land. Zwanzig Jahre später wurden die belgischen Frauen – erneut im eigenen Land – bei der EM 2007 Siebter. Ihr bestes Resultat gelang ihnen 2013 mit einem dritten Platz in Deutschland und der Schweiz.

### World Cup
Der World Cup fand bisher ohne Belgien statt.

### Nations League
Belgien nimmt seit 2018 an der Nations League teil und konnte 2019 mit Platz sieben ihr bestes Ergebnis erreichen.

### World Grand Prix
Bei Belgiens erster Teilnahme am World Grand Prix gelang 2014 ein sechster Platz.

### Europaliga
Belgiens nahm 2013 an der Europaliga teil und wurde Zweiter.